# Country House
"Country House" är den brittiska alternativa rockgruppen Blurs tolfte singel, utgiven den 14 augusti 1995. Singeln, som toppade den brittiska topplistan, är den första singeln från albumet The Great Escape. 
Den fantasifulla musikvideon regisserades av Damien Hirst. Flera fotomodeller förekommer i videon, bland andra Joanne Guest (klädd som sjuksköterska) och Sara Stockbridge. Samtliga låtar är skrivna av Albarn/Coxon/James/Rowntree.

## Låtlista
- CD1

1. "Country House"
2. "One Born Every Minute"
3. "To The End (la comedie)"

- CD2

1. "Country House" (live)
2. "Girls & Boys" (live)
3. "Parklife" (live)
4. "For Tomorrow" (live)

- Japansk CD

1. "Country House"
2. "One Born Every Minute"
3. "To The End (la comedie)"
4. "Charmless Man"

- 7" and kassett

1. "Country House"
2. "One Born Every Minute"